# Bu Bing
Bu Bing (o Wai Bing) (xinès: 外丙, nascut Zi Sheng, xinès: 子勝) va ser un Rei de la Xina de la Dinastia Shang.
En els Registres del Gran Historiador, ell és llistat per Sima Qian com el segon rei Shang, succeint al seu pare el Rei Tang (xinès: 汤), després de la mort d'hora del seu germà major Tai Ding (xinès: 太丁). Va ser entronitzat l'any de Yihai (xinès: 乙亥), with Yi Yin (xinès: 伊尹) com el seu primer ministre i Bo (xinès: 亳) com la seva capital. Va governar durant uns dos anys abans de morir. Se li va atorgar el nom a títol pòstum de "Wai Bing" (xinès: 外丙) i va ser succeït pel seu germà menor Zhong Ren (xinès: 仲壬).
Inscripcions de script d'oracle ossi sobre ossos descoberts a Yinxu, alternativament registren que va ser el quart rei Shang, el segon fill de Da Ding, amb el nom atorgat a títol pòstum de "Bu Bing" (xinès: 卜丙), i que fou succeït per Da Geng.